# Śmierć mózgu

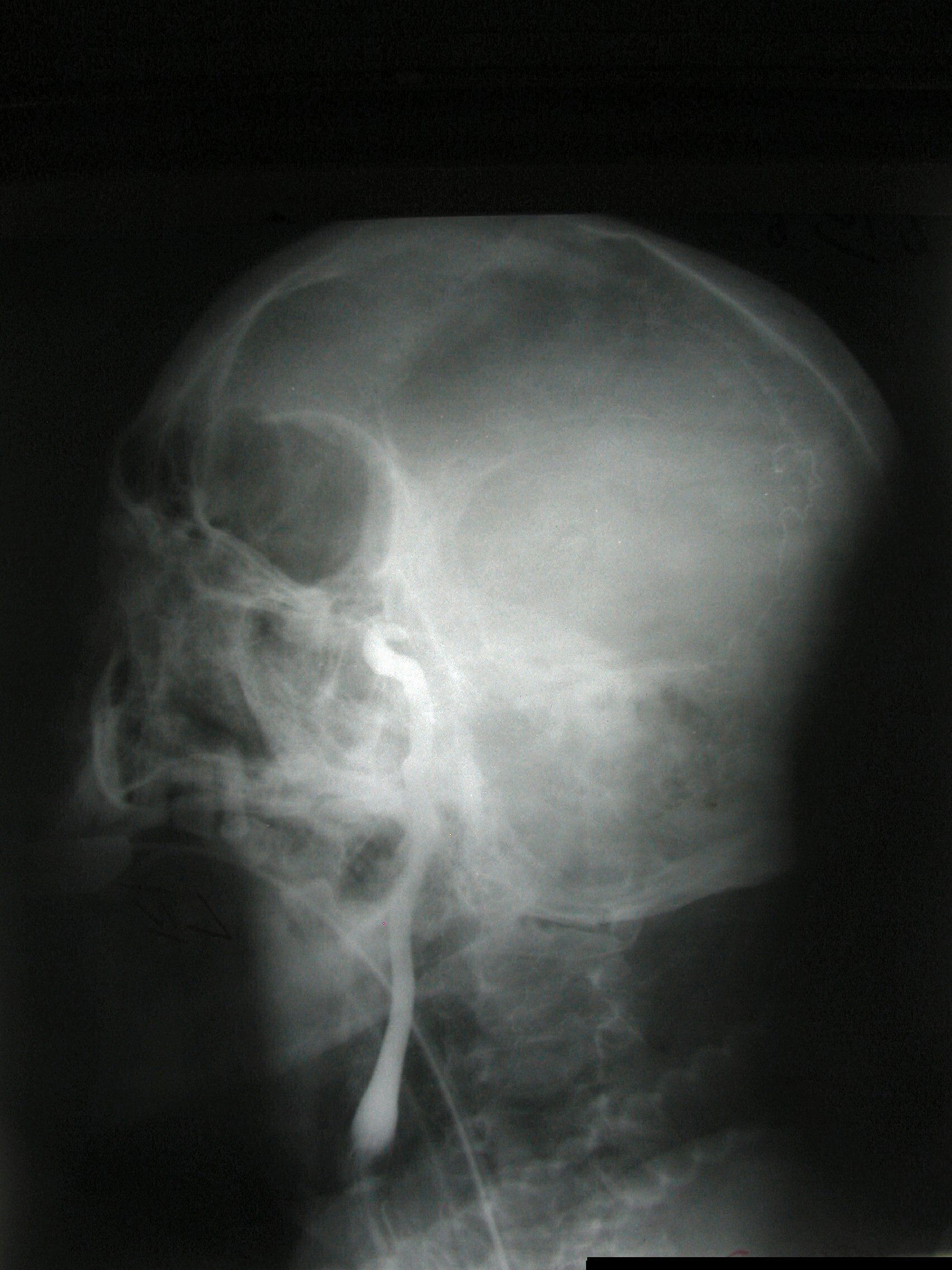
Angiografia naczyń mózgowych potwierdzająca śmierć mózgu

Śmierć mózgu – definicja śmierci utożsamiająca śmierć człowieka jako całości z nieodwracalnym ustaniem funkcji mózgu. Obecnie przyjęta w Polsce definicja śmierci jako śmierci całego mózgu obowiązuje od 2007 roku. Rozpoznanie śmierci mózgu pozwala na zaprzestanie dalszego, niecelowego leczenia oraz na pobranie ze zwłok narządów do celów transplantacyjnych.

## Historia
Klasyczna, przyjęta przez wieki definicja śmierci głosiła, że śmierć człowieka jako całości równoznaczna jest z nieodwracalnym ustaniem oddychania i krążenia krwi. Jednak wraz z rozwojem medycyny i upowszechnieniem metod reanimacji oraz podtrzymywania oddechu klasyczna definicja coraz częściej była niewystarczająca. W deklaracji z Sydney sformułowanej na 22. spotkaniu Światowego Stowarzyszenia Lekarzy (World Medical Assembly) w 1968 roku po raz pierwszy zastąpiono „śmierć na skutek ustania czynności serca” „śmiercią mózgową”. Tego samego dnia ukazał się raport Nadzwyczajnej Komisji Harwardzkiej Szkoły Medycznej do Zbadania Definicji Śmierci Mózgowej (Ad Hoc Committee of the Harvard Medical School to Examine the Definition of Brain Death), w którym podano nowe kryteria śmierci rozumianej jako nieodwracalne, trwałe ustanie czynności całego mózgu, potwierdzonego przez brak reakcji na bodźce, brak samoistnego lub będącego reakcją na bodźce ruchu mięśni, brak samoistnej czynności oddechowej oraz brak odruchów pniowych i głębokich odruchów ścięgnistych. W raporcie zalecono wykonanie badań elektroencefalograficznych i powtórne przeprowadzenie wszystkich testów klinicznych po upływie doby od pierwszego badania. W 1980 roku w Stanach Zjednoczonych powołano Prezydencką Komisję ds. Studiów Problemów Etycznych w Medycynie oraz Badań Biomedycznych i Behawioralnych, która przedstawiła raport Defining Death: Medical, Legal, and Ethical Issues in the Determination of Death stanowiący postawę dla Aktu Jednolitego Ustalania Śmierci (Uniform Determination of Death Act, UDDA). W dokumencie tym zalecono wszystkim stanom stosowanie ujednoliconych kryteriów śmierci mózgu. Na świecie najwcześniej odpowiednie ustawodawstwo wprowadziła Finlandia (w marcu 1971 roku).

### Polska
W Polsce definicję śmierci mózgu wprowadzono 1 lipca 1984 roku Komunikatem Ministerstwa Zdrowia i Opieki Społecznej. Definicję w niewielkim stopniu zmodyfikowały komunikaty Ministra Zdrowia i Opieki Społecznej w 1994 i 1996 roku. Obecne wytyczne zostały zamieszczone w Obwieszczeniu Ministra Zdrowia z dnia 4 grudnia 2019 roku „w sprawie kryteriów i sposobu stwierdzenia trwałego nieodwracalnego ustania czynności mózgu”.
W lutym 2017 roku Sejm uchwalił nowelizację Ustawy o pobieraniu, przechowywaniu i przeszczepianiu komórek, tkanek i narządów oraz Ustawy o zawodach lekarza i lekarza dentysty. Nowelizacja ta zmienia liczbę lekarzy i wymagane specjalizacje lekarzy orzekających o śmierci mózgu.

## Obserwacja wstępna
Dla rozpoznania nieodwracalnego uszkodzenia mózgu wobec wyczerpania możliwości terapeutycznych i upływu czasu jest konieczne zastosowanie odpowiednio długiej obserwacji wstępnej przed rozpoczęciem procedury orzekania o śmierci mózgu. Za początek czasu obserwacji wstępnej należy przyjąć moment, w którym odnotowano pojawienie się klinicznych cech śmierci mózgu. W przypadku pierwotnych uszkodzeń mózgu czas ten powinien wynosić co najmniej 6 godzin. W przypadku uszkodzeń wtórnych, spowodowanych między innymi takimi czynnikami jak niedotlenienie, udar niedokrwienny mózgu, zatrzymanie krążenia, hipoglikemia i inne, czas ten powinien wynosić co najmniej 12 godzin. Czas obserwacji wstępnej u dzieci w przedziale wiekowym do 2 lat powinien być zawsze dłuższy niż 12 godzin.

## Rozpoznanie śmierci mózgu[9]
Rozpoznanie śmierci mózgu opiera się na stwierdzeniu nieodwracalnej utraty jego funkcji. Postępowanie kwalifikacyjne jest dwuetapowe:

### Etap I
1. Stwierdzenie podstawowej arefleksji pniowej określonej jako zanik odruchów kaszlowego i wymiotnego oraz rozszerzenie i brak reakcji źrenic na światło.
2. Analiza dotychczasowego przebiegu leczenia i wykonanie badania obrazowego potwierdzającego ciężkie uszkodzenie mózgu (Uwaga 1).
3. Ustalenie, czy uszkodzenie mózgu jest spowodowane:
  1. przyczyną nadnamiotową czy podnamiotową;
  2. przyczyną pierwotną czy wtórną.
4. Ustalenie, czy uszkodzenie jest nieodwracalne i czy brak jest możliwości skutecznej interwencji terapeutycznej.
5. Przeprowadzenie obserwacji wstępnej. (Uwaga 2).

### Etap II
1. Stwierdzenia:
  1. pacjent jest w śpiączce;
  2. pacjent jest sztucznie wentylowany.
2. Wykluczenia: 
  1. hipotermia;
  2. zatrucie i wpływ niektórych środków farmakologicznych (narkotyki, neuroleptyki, leki uspokajające, nasenne i zwiotczające mięśnie poprzecznie prążkowane);
  3. zaburzenia metaboliczne i endokrynne;
  4. hipotensja.
3. Arefleksja pniowa: 
  1. brak reakcji źrenic na światło;
  2. brak odruchu rogówkowego;
  3. brak ruchów gałek ocznych spontanicznych;
  4. brak ruchów gałek ocznych przy próbie kalorycznej;
  5. brak jakichkolwiek reakcji ruchowych na bodziec bólowy zastosowany w zakresie unerwienia nerwów czaszkowych, jak również brak reakcji ruchowej w obrębie twarzy w odpowiedzi na bodźce bólowe zastosowane w obszarze unerwienia rdzeniowego;
  6. brak odruchów wymiotnych i kaszlowych;
  7. brak odruchu oczno-mózgowego.
4. Trwały bezdech.

Dopuszcza się niespełnienie wymogu zawartego w ust. 2 pkt 2 i/lub ust. 2 pkt 3. W takich przypadkach procedura rozpoznawania śmierci mózgu powinna być uzupełniona o badanie przepływu mózgowego krwi (patrz: Uwaga 6).
Uwagi:
1. potwierdzenie ciężkiego uszkodzenia mózgu:
  - Do wykazania zmian w mózgowiu świadczących o jego ciężkim uszkodzeniu, które może być przyczyną śpiączki i śmierci mózgu, wykorzystywane są najczęściej badania tomografii komputerowej (TK) i rzadziej, rezonansu magnetycznego (MR), a u noworodków i niemowląt także badania przezciemiączkowe USG.
  - Najczęstszymi zmianami stwierdzanymi w pierwotnym uszkodzeniu mózgu są masywne krwawienie (samoistne albo pourazowe) lub niedokrwienie. Ponadto w badaniach neuroobrazowych typowo obserwuje się cechy uogólnionego obrzęku mózgu. Mogą one występować pod postacią spłaszczenia zakrętów i zaciśnięcia przymózgowych przestrzeni płynowych – bruzd i zbiorników podstawy, zmniejszenia zróżnicowania między istotą szarą a istotą białą lub wgłobienia: migdałków móżdżku w otwór wielki, zakrętu obręczy pod sierp mózgu, pnia mózgu w otwór wielki, zakrętu przyhipokampowego we wcięcie namiotu móżdżku. W obrazach T2-zależnych MR widoczne jest zwiększenie sygnału obejmujące przede wszystkim istotę szarą. W obrazowaniu dyfuzji wody metodą MR (DWI) w fazie obrzęku cytotoksycznego obserwuje się uogólnioną restrykcję dyfuzji.
  - Kolejnym objawem widocznym w obrazach T2-zależnych jest brak fizjologicznie występującego zjawiska zaniku sygnału w naczyniach mózgowych. Świadczy to o skrajnym upośledzeniu albo zatrzymaniu krążenia mózgowego. W uszkodzeniach wtórnych w mechanizmie niedotlenieniowo-niedokrwiennym spowodowanym zatrzymaniem krążenia, albo zapalnym, zmiany są zazwyczaj słabiej wyrażone i pojawiają się później niż w uszkodzeniach pierwotnych.
  - W wątpliwych przypadkach badanie obrazowe należy powtórzyć po pewnym czasie lub w dalszym postępowaniu diagnostycznym zastosować badanie instrumentalne.
2. określenie czasu trwania obserwacji wstępnej:
  - Potwierdzenie nieodwracalności uszkodzenia mózgu wobec wyczerpania możliwości terapeutycznych i upływu czasu wymaga przeprowadzenia odpowiednio długiej obserwacji wstępnej (zgodnie z pkt 4 w części Wytyczne organizacyjne) przed rozpoczęciem II etapu procedury stwierdzania śmierci mózgu.
3. objawy, które nie wykluczają rozpoznania śmierci mózgu:
  - U pacjentów z dokonaną śmiercią mózgu jest wykluczona jakakolwiek reakcja ruchowa w obszarze twarzoczaszki, jak również w obszarze unerwienia rdzeniowego na jakiekolwiek bodźce bólowe zastosowane w obszarze unerwienia z pnia mózgu. Wykluczona jest także jakakolwiek reakcja w obszarze twarzoczaszki w odpowiedzi na bodźce zastosowane w obszarze unerwienia rdzeniowego. Powyższe reakcje świadczyłyby o zachowanej funkcji pnia mózgu. Jednocześnie, u pacjentów z dokonaną śmiercią mózgu zachowana jest perfuzja rdzenia kręgowego i po okresie arefleksji spowodowanej wstrząsem rdzeniowym, podobnie jak w przypadku wysokiego uszkodzenia rdzenia kręgowego, mogą pojawić się odruchy i automatyzmy rdzeniowe. Są one czasami wygórowane z powodu zaniku hamującej funkcji wyższych pięter centralnego układu nerwowego, co może niekiedy spowodować trudności interpretacyjne. U pacjentów z dokonaną śmiercią mózgu najczęściej w piśmiennictwie opisywane były: 
    - subtelne, okresowe i rytmiczne ruchy mięśni twarzy – to zjawisko może wynikać z odnerwienia mięśni w obszarze unerwianym przez nerw VII;
    - zgięciowe ruchy palców dłoni;
    - toniczne odruchy szyjne – ruchy szyi, złożone ruchy kończyn inne niż patologiczne zgięcie lub wyprost, zgięcie tułowia, powolny obrót głowy oraz przywodzenie w stawach ramiennych ze zgięciem w stawach łokciowych; takie ruchy zdarzają się czasem podczas próby bezdechu lub po stwierdzeniu śmierci mózgu i odłączeniu respiratora; mogą one przybierać dramatyczną formę, jako "objaw Łazarza";
    - inne ruchy tułowia, obejmujące asymetryczne ustawienie tułowia z odgięciem głowy do tyłu, zachowane głębokie i powierzchowne odruchy skórne brzuszne;
    - zachowane odruchy ścięgniste, objaw trójzgięcia (w stawie biodrowym, kolanowym i skokowym, np. podczas wywoływania objawu Babińskiego), odruch kolanowy;
    - naprzemienne ruchy zgięciowe i wyprostne palców stóp (objaw falujących palców stóp) lub zgięcie palców stóp po opukiwaniu stopy, dodatni objaw Babińskiego;
    - odruch polegający na nawróceniu i wyproście kończyny górnej;
    - ruchy podobne do oddechowych obserwowane w czasie próby bezdechu (uniesienie i przywiedzenie ramion, wygięcie grzbietu, rozszerzenie przestrzeni międzyżebrowych, skurcz mięśni brzucha) bez wygenerowania znaczącej objętości oddechowej.
4. próba bezdechu, informacje dodatkowe:
  - Celem próby bezdechu jest sprawdzenie zdolności reakcji ośrodka oddechowego w pniu mózgu na najsilniejszy bodziec oddechowy, jakim jest wzrost PaCO2 we krwi tętniczej. U pacjentów z przewlekłą chorobą płuc, z wartością PaCO2 utrzymującą się powyżej 45 mmHg próba bezdechu może być niewiarygodna ze względu na nieprzewidywalną reaktywność ośrodka oddechowego na wzrost PaCO2. Dlatego też, jeżeli w trakcie próby bezdechu u takich pacjentów zostaną stwierdzone ruchy oddechowe, należy to uznać za dowód zachowanej czynności ośrodka oddechowego. Natomiast w przypadku niestwierdzenia aktywności oddechowej należy dodatkowo wykonać badanie przepływu mózgowego krwi.
  - Prężność CO2 wzrasta przeciętnie o około 3–6 mmHg/min w ciągu pierwszych 5 minut po zaprzestaniu wentylacji, później wzrost ten ulega spowolnieniu. Dlatego też zaproponowano wykonanie pierwszej kontrolnej gazometrii po 5 minutach trwania próby, a następnych w odstępach czasu zależnych od szybkości narastania PaCO2 do chwili osiągnięcia zalecanych wzrostów PaCO2. W większości przypadków czas wykonania próby może być krótszy niż 10 min, co było zalecane we wcześniejszych kryteriach. Umożliwia to uniknięcie obserwowanych niekiedy spadków SpO2 lub zaburzeń krążenia pod koniec dziesięciominutowej próby.
  - Należy unikać używania cewników o średnicy większej niż 70% średnicy rurki intubacyjnej, jak również zbyt głębokiego ich wprowadzenia ze względu na możliwość spowodowania barotraumy płuc. Dodatkowo zbyt głębokie wprowadzenie cewnika może spowodować wypłukiwanie CO2 i spowolnienie narastania jego prężności.
  - U pacjentów z cechami śmierci mózgu często obserwowany jest niski systemowy opór naczyniowy i podwyższony rzut serca, co może pośrednio w czasie próby bezdechu powodować wahania ciśnienia w drogach oddechowych i autowzbudzenie respiratora. Może to być błędnie zinterpretowane jako wdech zainicjowany przez chorego. W przypadku podejrzenia wystąpienia takiego zjawiska należy dokonać analizy kardiogennych oscylacji ciśnienia na monitorze respiratora i ustawić czułość triggera powyżej ich zakresu.
  - Rekrutacja pęcherzyków płucnych po zakończeniu próby bezdechu umożliwia odwrócenie ich zapadnięcia obserwowanego niekiedy po jej wykonaniu w wariancie insuflacyjnym lub po zastosowaniu zbyt niskich, wartości CPAP w wariancie z zastosowaniem CPAP.
5. odrębności w rozpoznawaniu śmierci mózgu u dzieci:
  1. dla potrzeb diagnostyki śmierci mózgu dzieci podzielono na dwie grupy wiekowe:
    1. noworodki – od urodzenia do 28. doby życia włącznie;
    2. pozostałe dzieci – od 29. doby życia do 18. roku życia;

  2. w okresie noworodkowym procedurę rozpoznawania śmierci mózgu (początek okresu obserwacji wstępnej) można rozpocząć:
    1. u noworodków donoszonych (wiek postkoncepcyjny > 37 tygodni) – co najmniej 48 godzin od urodzenia;
    2. u noworodków urodzonych przedwcześnie – co najmniej 48 godzin od ukończenia 37 tygodni wieku postkoncepcyjnego;

  3. czas obserwacji wstępnej, liczony od chwili stwierdzenia podstawowej arefleksji pniowej, niezależnie od rodzaju uszkodzenia mózgu powinien wynosić co najmniej:
    1. u noworodków – 48 godzin;
    2. u pozostałych dzieci – 24 godziny;

  4. dwie serie analiz stwierdzeń i wykluczeń oraz dwie serie badań klinicznych u dzieci powinny być wykonywane po upływie okresu obserwacji wstępnej w odstępach czasowych wynoszących co najmniej:
    1. u noworodków – 24 godziny niezależnie od rodzaju uszkodzenia mózgu;
    2. u dzieci od 29. doby życia:
      1. 24 godziny niezależnie od typu uszkodzenia mózgu, jeżeli nie będzie wykonane badanie instrumentalne;
      2. 3 godziny, jeżeli zostanie wykonane badanie instrumentalne;

  5. dodatkowe badania instrumentalne mogą być przeprowadzone z tych samych wskazań co u dorosłych z ograniczeniem w postaci braku rekomendacji do wykonania badania przepływu mózgowego metodą Dopplera u dzieci z niezarośniętymi ciemiączkami oraz do wykonania angiografii i perfuzji TK u dzieci przed ukończeniem 12. roku życia.
6. Instrumentalne badania potwierdzające:
  - Rozpoznanie śmierci mózgu w większości przypadków opiera się na badaniu klinicznym i dokładnej analizie przyczyny oraz mechanizmu i skutku uszkodzenia mózgu. Jednakże zdarzają się szczególne sytuacje, w których badania kliniczne nie mogą być wykonane lub jednoznacznie interpretowane.
  - Przyczynami powodującymi trudności diagnostyczne są: 
    - rozległe urazy twarzoczaszki;
    - uszkodzenia podnamiotowe mózgu;
    - obecność nietypowych odruchów;
    - inne przyczyny (np. niektóre środki trujące lub preparaty farmakologiczne, ciężkie zaburzenia metaboliczne i endokrynne).

  - W takich szczególnych przypadkach w rozpoznawaniu śmierci mózgu powinno być zastosowane jedno z następujących dodatkowych badań instrumentalnych: 
    - badania elektrofizjologiczne: 
      - EEG,
      - multimodalne potencjały wywołane;

    - badania przepływu mózgowego: 
      - przezczaszkowa ultrasonografia Dopplerowska,
      - angiografia mózgowa,
      - angiografia metodą tomografii komputerowej,
      - perfuzja metodą tomografii komputerowej,
      - scyntygrafia perfuzyjna.
7. Wykluczenie wpływu leków narkotycznych, neurodepresyjnych i zwiotczających, a także środków psychoaktywnych na odruchy pniowe:

Badania potwierdzające arefleksję pniową, a także badania elektrofizjologiczne w diagnostyce śmierci mózgu mogą być niewiarygodne u tych pacjentów, którzy są pod wpływem leków narkotycznych, neurodepresyjnych i zwiotczających, a także środków psychoaktywnych. Wynika to z tego, że każda ww. substancja obecna w surowicy krwi w odpowiednio wysokich stężeniach, może wywołać kliniczne objawy śmierci mózgu. Dlatego też w takich przypadkach konieczne jest wykonanie badań obrazowych potwierdzających zatrzymanie krążenia mózgowego. 
Na podstawie dostępnych doniesień naukowych przyjęto, że leki zastosowane w celach medycznych, w dawkach terapeutycznych, nie mogą być odpowiedzialne za wystąpienie arefleksji pniowej, zanik czynności bioelektrycznej mózgu oraz brak odpowiedzi w badaniu potencjałów wywołanych słuchowych i somatosensorycznych, jeżeli:
1. w czasie ostatnich 24 godzin terapii zastosowano: opioidy z wyłączeniem remifentanylu, barbiturany lub benzodiazepiny w ilości nie większej niż podwójna rutynowo zalecana dawka jednorazowa;
2. do terapii wykorzystano bolusy lub wlewy ketaminy, propofolu lub remifentanylu, ale od wstrzymania ich podaży upłynęło co najmniej 12 godzin;
3. od zakończenia znieczulenia ogólnego upłynęły co najmniej 24 godziny;
4. w czasie określonym w pkt 1–3 badany nie był w stanie hipotermii oraz hipotensji, przy dodatkowym założeniu, że jego narządy, eliminujące leki, były wydolne.

Celem oceny wydolności narządów, w zakresie ich zdolności do eliminacji leków przyjęto, że o możliwości upośledzenia tego procesu mogą świadczyć:
1. niewydolność nerek w stopniu II i III wg kryteriów AKIN;
2. niewydolność wątroby prowadząca do wzrostu poziomu bilirubiny całkowitej w surowicy krwi, która przekracza trzykrotną wartość normy tego parametru dla laboratorium wykonującego badanie.

W przypadku medycznego zastosowania barbituranów, benzodiazepin czy leków o działaniu narkotycznym, w dawkach wyższych niż opisane powyżej (czyli wyższych niż podwójna rutynowo zalecana dawka jednorazowa), przed rozpoczęciem badania klinicznego należy odczekać okres równy lub dłuższy od czterokrotnego okresu półtrwania podanego w tabeli 1 (jeżeli pacjent nie był w tym czasie w stanie hipotermii i hipotensji oraz narządy eliminujące leki były wydolne) lub wyznaczyć stężenie takiego leku w surowicy krwi. W przypadku zastosowania hipotermii terapeutycznej lub znieczulenia w hipotermii należy odczekać okres równy lub dłuższy od pięciokrotnego okresu półtrwania ww. leków.
Dla leków nieujętych w tabeli 1 za wartość okresu półtrwania należy przyjąć dane zawarte w publikacji: Martin Schulz i współautorzy: „Therapeutic and toxic blood concentrations of nearly 1,000 drugs and other xenobiotics”, Critical Care 2012, 16: R136 dostępnej pod adresem https://doi.org/10.1186/cc11441.
Przetrwałe zwiotczenie, wynikające z zastosowania leków zwiotczających, może zostać wykluczone, jeżeli podczas badania stwierdzone zostaną rdzeniowe odruchy ruchowe lub przy użyciu stymulatora nerwowo- -mięśniowego wywołana zostanie reakcja ruchowa.
W przypadku oznaczenia stężenia leków o działaniach narkotycznych, neurodepresyjnych, zwiotczających oraz środków psychoaktywnych w surowicy krwi:
1. jeżeli wartość stężenia leku jest równa lub niższa niż połowa minimalnego stężenia podanego w tabeli 1, można rozpocząć badanie kliniczne i badania elektrofizjologiczne;
2. dla leków nieujętych w tabeli 1 należy przyjąć wartość połowy minimalnego stężenia terapeutycznego podanego w kolumnie drugiej (therapeutic „normal”), a dla środków, dla których nie określono stężenia terapeutycznego, jako zalecaną granicę analityczną należy przyjąć wartość stężenia toksycznego podaną w trzeciej kolumnie tabeli [toxic (from)] we wspomnianej powyżej publikacji Martina Schulza i współautorów;
3. jeżeli wartość stężenia leku jest wyższa niż określona w pkt 1 i 2, należy powtórzyć badanie toksykologiczne w terminie późniejszym lub wykonać badanie przepływu mózgowego krwi.

W przypadku badań chemiczno-toksykologicznych należy postępować zgodnie z następującymi zasadami:
1. w pierwszej kolejności należy przeprowadzić przesiewowe, jakościowe badania toksykologiczne jedną z dostępnych metod immunochemicznych (np. EMIT, FPIA, ELISA) lub instrumentalnych;
2. w przypadku potwierdzenia obecności środka należy wyznaczyć jego stężenie przy użyciu metody działającej na innej zasadzie detekcji niż użyta metoda przesiewowa (np. LC/MS, GC/MS, HPLC/DAD).

W sytuacji podejrzenia pozamedycznego zastosowania leków lub użycia innych substancji psychoaktywnych w celach niemedycznych (ostre zatrucia, rekreacyjne stosowanie środków odurzających i substancji psychotropowych) zawsze należy wykonać badanie przepływu mózgowego krwi.
Wywiad i dokumentacja medyczna mają podstawowe znaczenie w ustaleniu sposobu postępowania diagnostycznego w ocenie śmierci mózgu.

## Stwierdzenie śmierci mózgu
Chorego bada komisja, która w oparciu o spełnione wymagane kryteria wstępne stwierdzenia i wykluczenia, wykonane próby oraz (jeśli konieczne) wyniki przynajmniej jednego badania instrumentalnego jednomyślnie stwierdza zgon, mimo utrzymującej się czynności serca. W skład komisji ds. stwierdzania śmierci mózgu wchodzi dwóch lekarzy specjalistów posiadających II stopień specjalizacji lub tytuł specjalisty, w tym jeden specjalista w dziedzinie anestezjologii i intensywnej terapii lub neonatologii, a drugi w dziedzinie neurologii, neurologii dziecięcej lub neurochirurgii. Czas śmierci wyznacza stwierdzenie śmierci mózgu przez komisję, nie odłączenie respiratora i zatrzymanie czynności serca.